# Sint Sebastiaansdoelen (Den Haag)

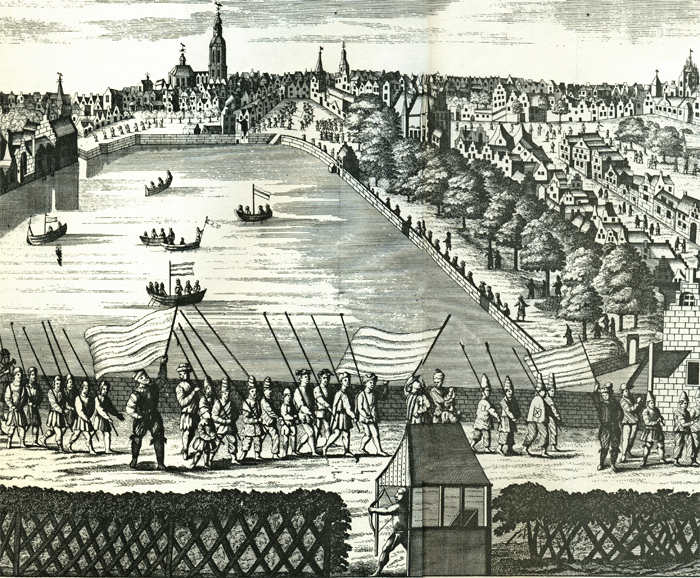
Schutters voor het Doelengebouw

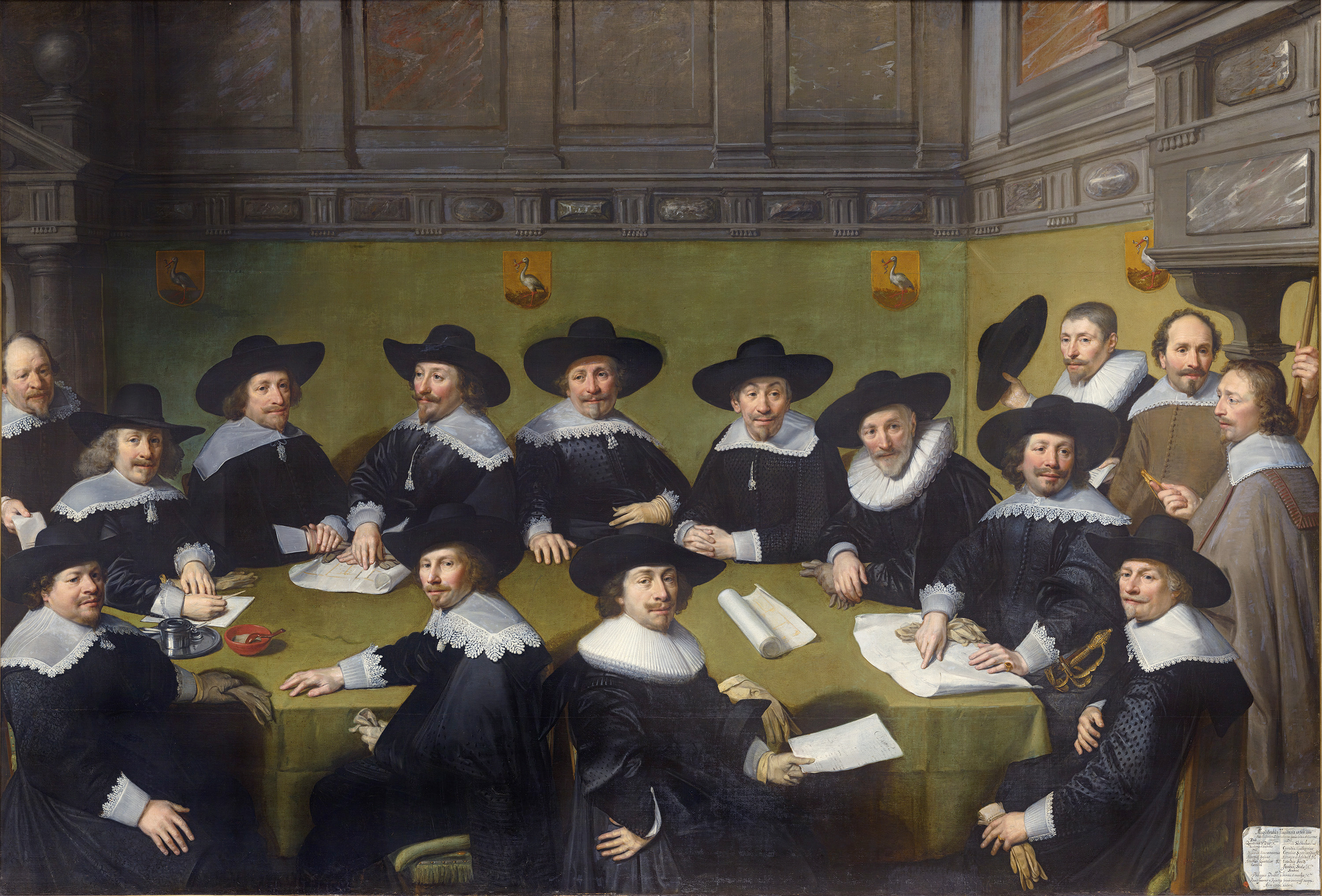
De Haagse Magistraat delibererend over het verbouwen van de Sint Sebastiaansdoelen (Jan Antonisz. van Ravesteyn, 1636)

De Sint Sebastiaansdoelen is een gebouw uit 1636 aan de Korte Vijverberg in Den Haag. Het werd gebouwd als gildehuis van de Sint-Sebastiaansschutterij. Naast het gebouw bevonden zich de feitelijke doelen: de banen waar de schutters het schieten oefenden. Tegenwoordig is het Haags Historisch Museum gevestigd in dit rijksmonument. 

## Sint-Sebastiaansgilde
De Sint Jorisschutterij was de oudste schutterij van Den Haag; de leden behoorden tot het grafelijke hof. Naast hun doelengebouw hadden zij sinds 1397 een schietbaan op het terrein van het Binnenhof, bij het huidige Toernooiveld. Ze beschermden het Binnenhof en liepen wacht. 
Op 2 mei 1561 zorgde Willem van Oranje, toen nog stadhouder van Filips II, ervoor dat er nog een Haagse schutterij werd opgericht, het Sint-Sebastiaansgilde. Deze bestond uit de deken, vier hoofdlieden en vier compagnieën, tezamen 120 man sterk. Iedere compagnie kreeg een Haagse wijk (kwartier) toegewezen. 
De schutterij bleef tot de Franse tijd bestaan. De Sint Jorisschutterij werd na de oprichting van de nieuwe schutterij omgezet in een herensociëteit die nog ongeveer 250 jaar bleef bestaan. Het doelengebouw werd een logement, de schietbanen werden verkocht en het terrein werd volgebouwd. Voor de huizen aan de huidige Korte Vijverberg waren tuinen. Tussen de tuinen en de Hofvijver lag een ongeplaveide straat.

## Gebouw
Het Sint-Sebastiaansgilde mocht een loterij houden om het doelengebouw op te knappen. Vanaf dat moment werd het gebouw de Sint Sebastiaansdoelen genoemd. In 1636 werd een nieuw gebouw voor de Sint Sebastiaansdoelen gebouwd. Het ontwerp was van Arent van 's-Gravesande. Het gebouw heeft de voordeur in het midden en aan iedere kant vier ramen. De gevel is nu classicistisch, met vier Ionische pilasters. De gevel wordt bekroond door een timpaan.
Tijdens de Franse overheersing werd er een gestuct plafond aangebracht en een statige trap. Het werd toen als logement gebruikt. De entree heeft een mooie hal met 17e-eeuwse zuilen en bogen.

## Gebruik
In 1846 werd het gebouw in gebruik genomen als arrondissementsrechtbank en van 1882-1935 kreeg het Haags Gemeentemuseum er onderdak. Tot 1981 was het Rijksbureau voor Kunsthistorische Documentatie er gehuisvest. In 1986 heeft het Haags Historisch Museum dit pand betrokken, in 2004 is het grondig gerenoveerd. Binnen is in de loop der jaren veel veranderd, maar de entree heeft nog steeds een mooie hal met 17e-eeuwse zuilen en bogen. 
Het museum heeft een aantal gravures en schilderijen van de Hofvijver, gezien vanaf de Korte Vijverberg. De oude afbeeldingen hebben meestal schutters op de voorgrond, latere schilderijen tonen vaak flanerende mensen.
Jan Antoniszoon van Ravesteyn maakte in 1618 een schilderij met de titel 'De magistraat ontvangt officieren van de schutterij op de Sint Sebastiaansdoelen'. Het werd in 2011 gerestaureerd.